# Spoorlijn Appenweier - Straatsburg
De spoorlijn Appenweier - Straatsburg is voor een deel een Duitse spoorlijn als lijn 4260 onder beheer van DB Netze en voor een deel een Franse spoorlijn als lijn 142 000 onder beheer van Réseau ferré de France (RFF).

## Geschiedenis

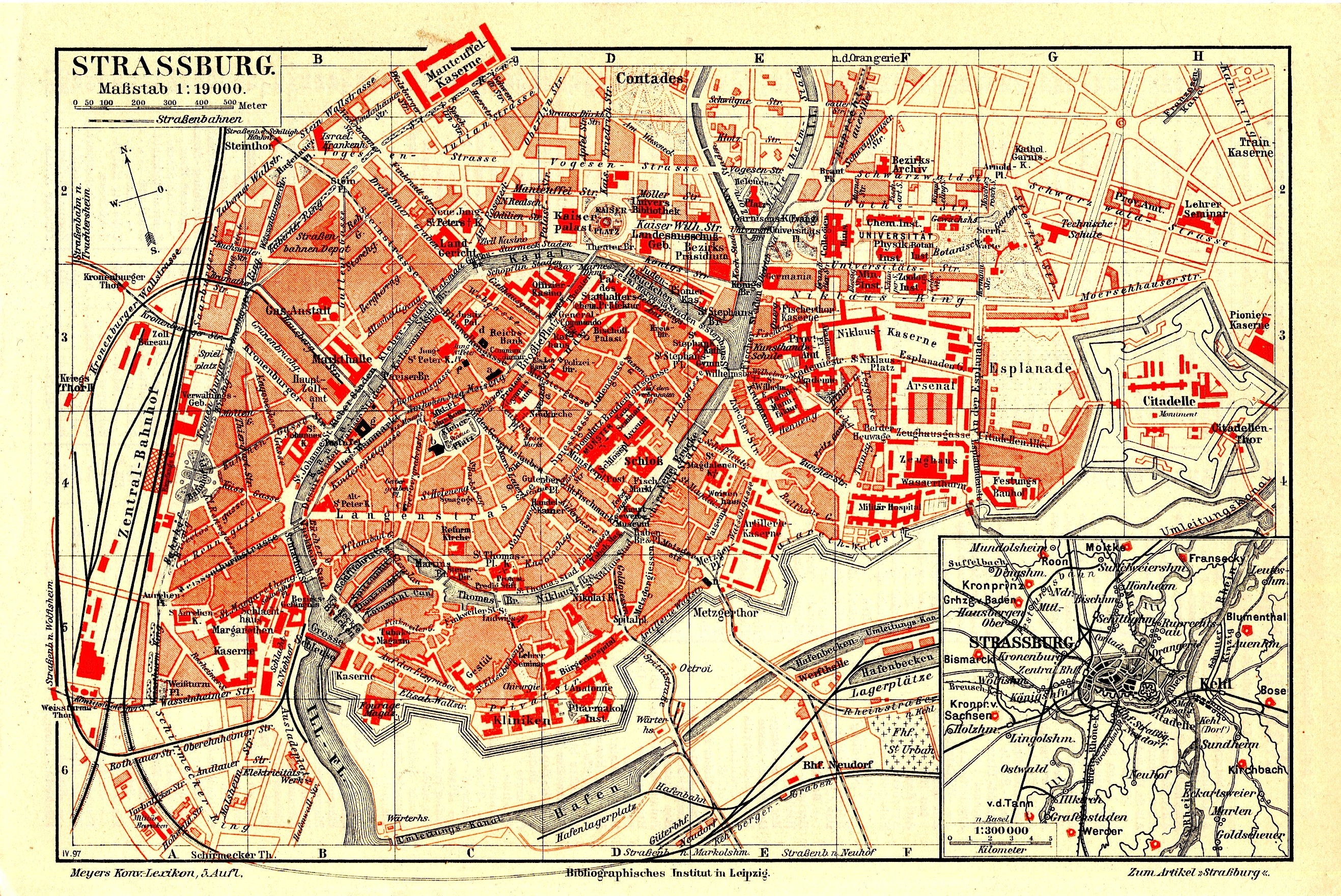
Straatsburg in 1888.

Het traject tussen Apperweier en Kehl werd door de Badische Staatseisenbahnen op 11 mei 1861 geopend, tegelijkertijd werd het gedeelte tussen Straatsburg en Strasbourg-Port-du-Rhin door de Compagnie des chemins de fer de l'Est geopend.
Oorspronkelijk liep de lijn via Strasbourg-Koenigshoffen naar het voormalige station van Straatsburg en volgde hiermee een tracé dat nu gedeeltelijk door de spoorlijn Graffenstaden - Strasbourg-Neudorf wordt gebruikt. Met de opening van het station Strasbourg-Ville in 1883 werd ook een nieuw tracé tussen Strasbourg-Neudorf en Strasbourg-Ville geopend. In 1906 volgde een tweede trajectwijziging waarbij het tracé tussen Strasbourg-Port-du-Rhin en Strasbourg-Neudorf meer zuidelijk werd gelegd. Op het voormalige tracé ligt nu de Avenue Jean Jaurès en de tram van Straatsburg.

### Rheinbrug Kehl
Op 2 juli 1857 werd een verdrag getekend tussen Duitsland en Frankrijk waarbij de Rheinbrug bij Kehl onderdeel is van de spoorlijn tussen Parijs en oostelijk Frankrijk met Zuidwest-Duitsland. De enkelsporige draaibrug kon met 6 km/h worden bereden. De werkzaamheden begonnen in 1858 en werd op 11 mei 1861 de brug in gebruik genomen. Op 12 september 1939 werd door het Franse leger de westelijke pijler opgeblazen. Deze werd in september 1940 door het Duitse leger hersteld. Bij het terugtrekken van het Duitse leger werd deze pijler in november 1944 opnieuw opgeblazen. In juni 1945 werd de pijler door het Amerikaans leger hersteld.
Op 12 augustus 1956 werd een nieuwe enkelsporige brug in gebruik genomen. Deze kon met 60 km/h worden bereden en werd in september 2010 afgebroken na de voltooiing van een nieuwe dubbelsporige brug die met 160 km/h kan worden bereden. Deze nieuwe spoorbrug over de Rijn is onderdeel van de hogesnelheidsspoorlijn tussen Parijs en oostelijk Frankrijk met Zuidwest-Duitsland. De werkzaamheden begonnen op 31 maart 2008 en werd op 10 oktober 2010 een spoor van de nieuwe brug in gebruik genomen. Op 12 december 2010 werd ook het tweede spoor in gebruik genomen.

## Treindiensten
De SNCF verzorgt het langeafstandverkeer op dit traject met TGV-treinen. De SWEG verzorgt het lokaalverkeer tussen Offenburg en Straatsburg met RB-treinen.
| Serie           | Treinsoort         | Route | Bijzonderheden |
| --------------- | ------------------ | --- | -------------- |
| TGV 9570 ICE 83 | TGV (SNCF)         | Paris Est – Strasbourg-Ville – Karlsruhe Hbf – Stuttgart Hbf – Ulm Hbf – Augsburg Hbf – München Hbf |                |
| TGV 9580 ICE 84 | TGV (SNCF)         | Marseille Saint-Charles – Aix-en-Provence TGV – Avignon TGV – Lyon-Part-Dieu – Chalon-sur-Saône – Besançon Franche-Comté TGV – Belfort-Montbéliard TGV – Mulhouse-Ville – Strasbourg-Ville – Baden-Baden – Karlsruhe Hbf – Mannheim Hbf – Frankfurt (Main) Hbf |                |
| NJ 40400        | ÖBB Nightjet (ÖBB) | Paris-Est – Straatsburg – Frankfurt (Main) Süd – Erfurt Hbf – Halle (Saale) Hbf – Berlijn Hbf |                |
| SWE 87400       | RB (SWEG)          | Offenburg – Kehl – Strasbourg-Ville |                |

## Aansluitingen
In de volgende plaatsen is of was er een aansluiting op de volgende spoorlijnen:
Appenweier
DB 4000, spoorlijn tussen Mannheim en Konstanz
DB 4261, spoorlijn tussen Offenburg aansluiting Muhrhaag en Appenweier-Kurve
DB 4262, spoorlijn tussen Appenweier en Bad Griesbach
DB 4280, spoorlijn tussen Karlsruhe en Bazel
Kehl
DB 4270, spoorlijn tussen Kehl en Kehl Hafen
Strasbourg-Neudorf
RFN 141 000, spoorlijn tussen Graffenstaden en Strasbourg-Neudorf
RFN 143 000, havenspoorlijn Straatsburg
Strasbourg-Ville
RFN 070 000, spoorlijn tussen Noisy-le-Sec en Strasbourg-Ville
RFN 070 346, raccordement tussen Strasbourg-Cronenbourg en Strasbourg-Ville
RFN 110 000, spoorlijn tussen Strasbourg-Ville en Saint-Dié-des-Vosges
RFN 115 000, spoorlijn tussen Strasbourg-Ville en Saint-Louis
RFN 145 000, spoorlijn tussen Straatsburg en Lauterbourg

## Elektrische tractie
Het Duitse traject werd in 1966 geëlektrificeerd met een spanning van 15.000 volt 16 2/3 Hz wisselstroom. Het Franse traject werd ook in 1966 geëlektrificeerd, zij het met een spanning van 25.000 volt 50 Hz wisselstroom. 

## Galerij

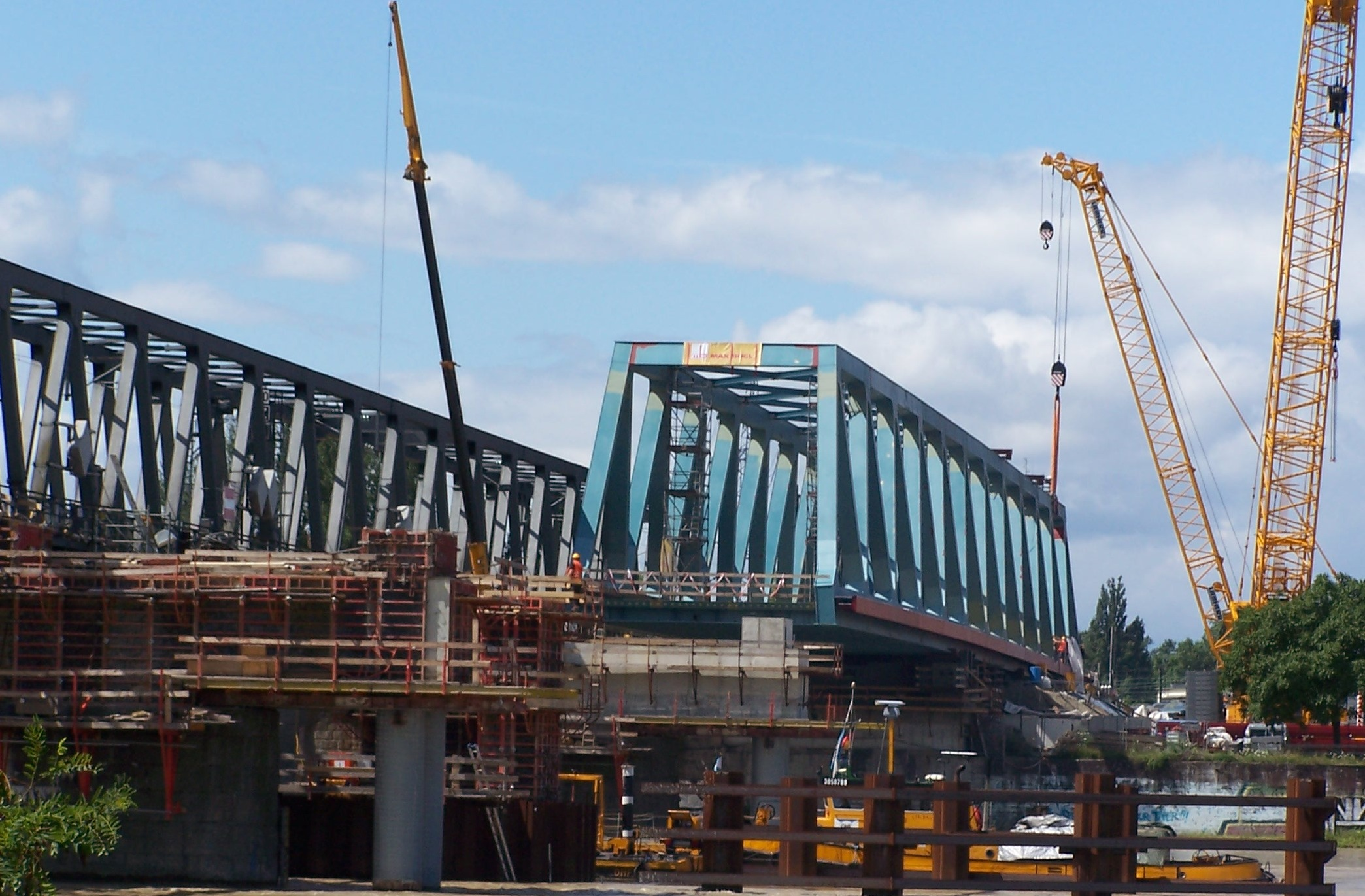
Bouw van de nieuwe spoorbrug over de Rijn in 2009.
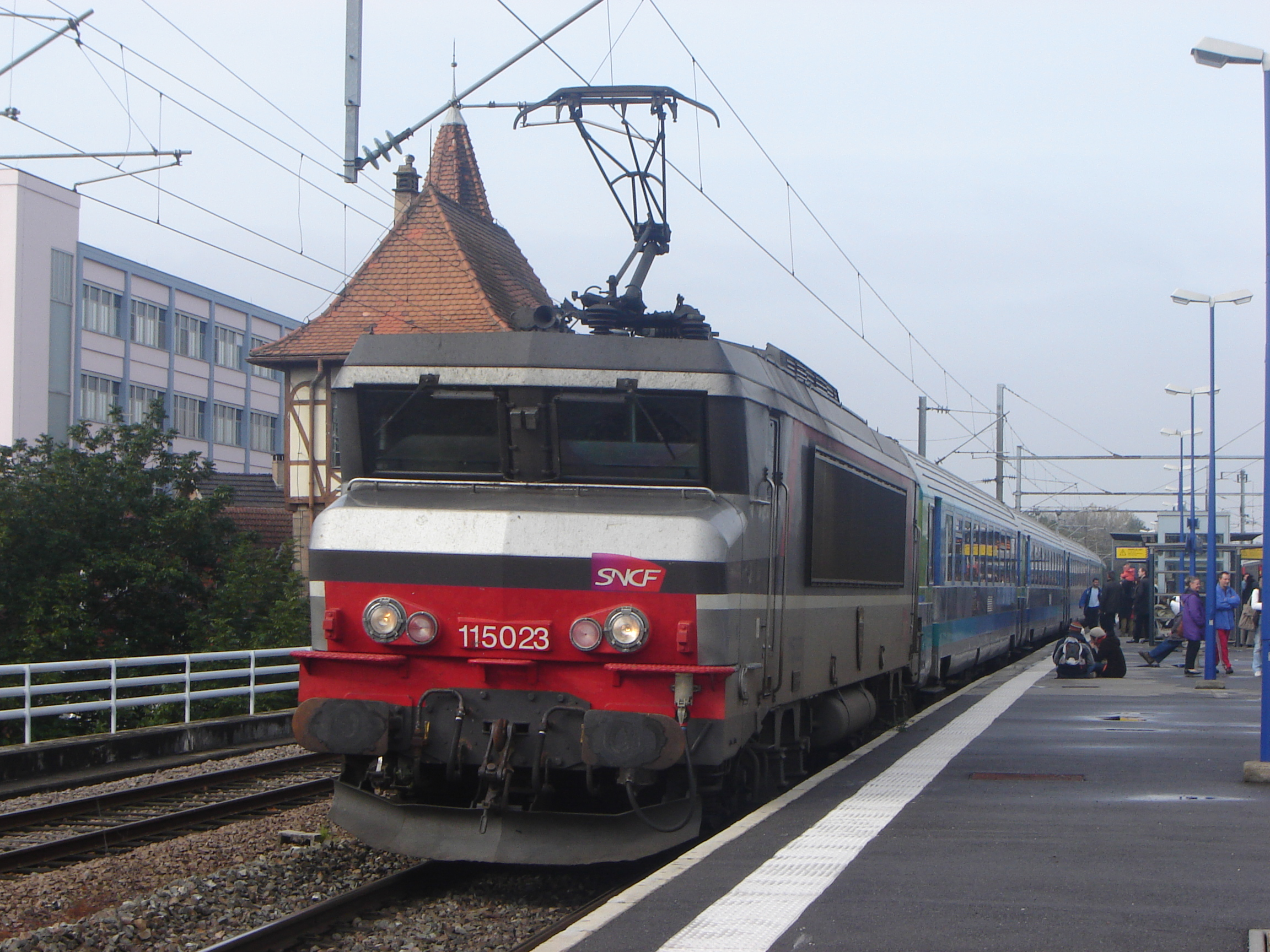
Getrokken trein bij Krimmeri-Meinau in 2006.
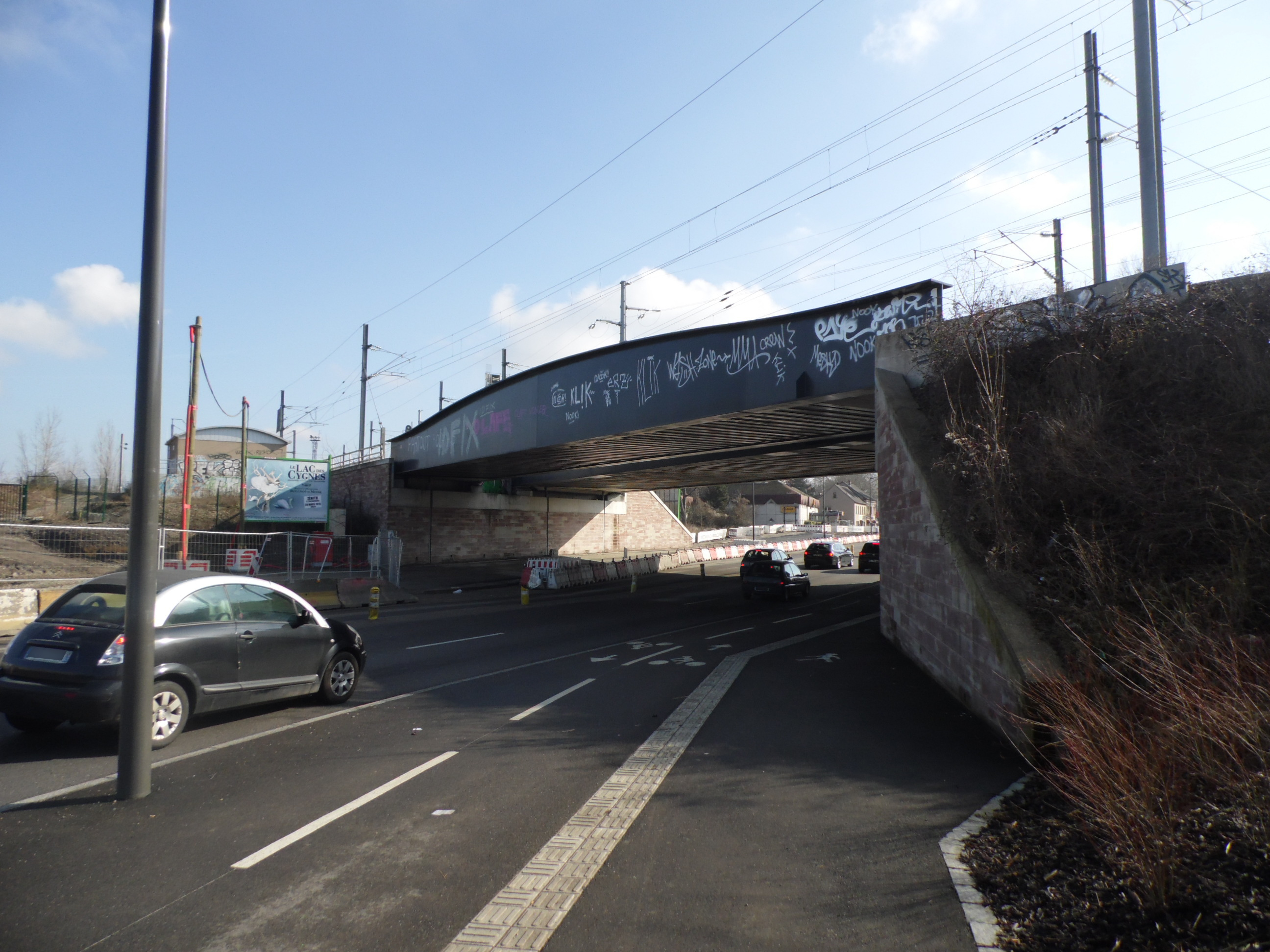
Spoorviaduct over Avenue du Rhin in Straatsburg.